# قطعنامه ۱۹۶۶ شورای امنیت
قطعنامه  ۱۹۶۶ شورای امنیت سازمان ملل متحد که در تاریخ ۲۲ دسامبر ۲۰۱۰ تصویب شد، سندی بین‌المللی دربارهٔ دیوان جرایم بین‌المللی برای یوگسلاوی پیشین است. این قطعنامه طی نشست ۶۴۶۳ام با ۱۴ رای موافق، ۰ مخالف و ۱ ممتنع تصویب شد.